# Büdingen
Pour les articles homonymes, voir Büdingen (Sarre) et Budingen.
Büdingen est une ville allemande dans l'arrondissement de Wetterau dans le Land de Hesse. Elle est renommée pour ses fortifications médiévales et ses pittoresques bâtiments à colombage.

## Géographie

### Situation géographique
Büdingen est située au sud de la Vettéravie au pied du Vogelsberg à une hauteur de 160 m. La ville, traversée par le Seemenbach, se trouve à 15 km de la ville natale de Barbarossa, Gelnhausen et à 40 km à l'est de Francfort-sur-le-Main. Historiquement, Büdingen se trouve dans le comté d'Oberhessen.

### Géologie
Büdingen se trouve dans une vallée humide et marécageuse. C'est pourquoi le château et la vieille ville sont posés sur des madriers de chênes centenaires, qui sont montés sur des poteaux de hêtre. Le niveau de l'eau doit donc rester constamment élevé afin que de l'air ne parvienne pas aux fondations.

### Les quartiers de la ville
Depuis la réforme territoriale de 1972 (Gebietsreform), les villages d'Aulendiebach, de Büches, de Büdingen, de Calbach, de Diebach am Haag, de Düdelsheim, de Dudenrod, d'Eckartshausen, de Lorbach, de Michelau, d'Orleshausen, de Rinderbügen, de Rohrbach, de Vonhausen, de Wolf et de Wolferborn font partie de la ville.
En même temps, Büdingen est intégrée dans l'arrondissement de Wetterau (Land de Hesse). L'intégration de la ville de Büdingen à l'arrondissement de Wetterau reste désagréable à la population.[réf. nécessaire] Jusqu'à aujourd'hui, le mauvais raccordement des transports en commun à la sous-préfecture de Friedberg renforce encore plus cette position.

## Histoire
| Appartenances historiques Seigneurie d'Isembourg-Büdingen 1340–1442 Comté d'Isembourg-Büdingen 1442–1511 Comté d'Isembourg-Büdingen-Birstein 1511–1628 Comté d'Isembourg-Büdingen 1628–1685 Comté d'Isembourg-Büdingen-Büdingen 1685–1806 Principauté d'Isembourg 1806–1810 Empire d'Autriche 1815–1816 Grand-duché de Hesse 1816–1918 République de Weimar 1918–1933 Reich allemand 1933–1945 Allemagne occupée 1945–1949 Allemagne 1949–présent |

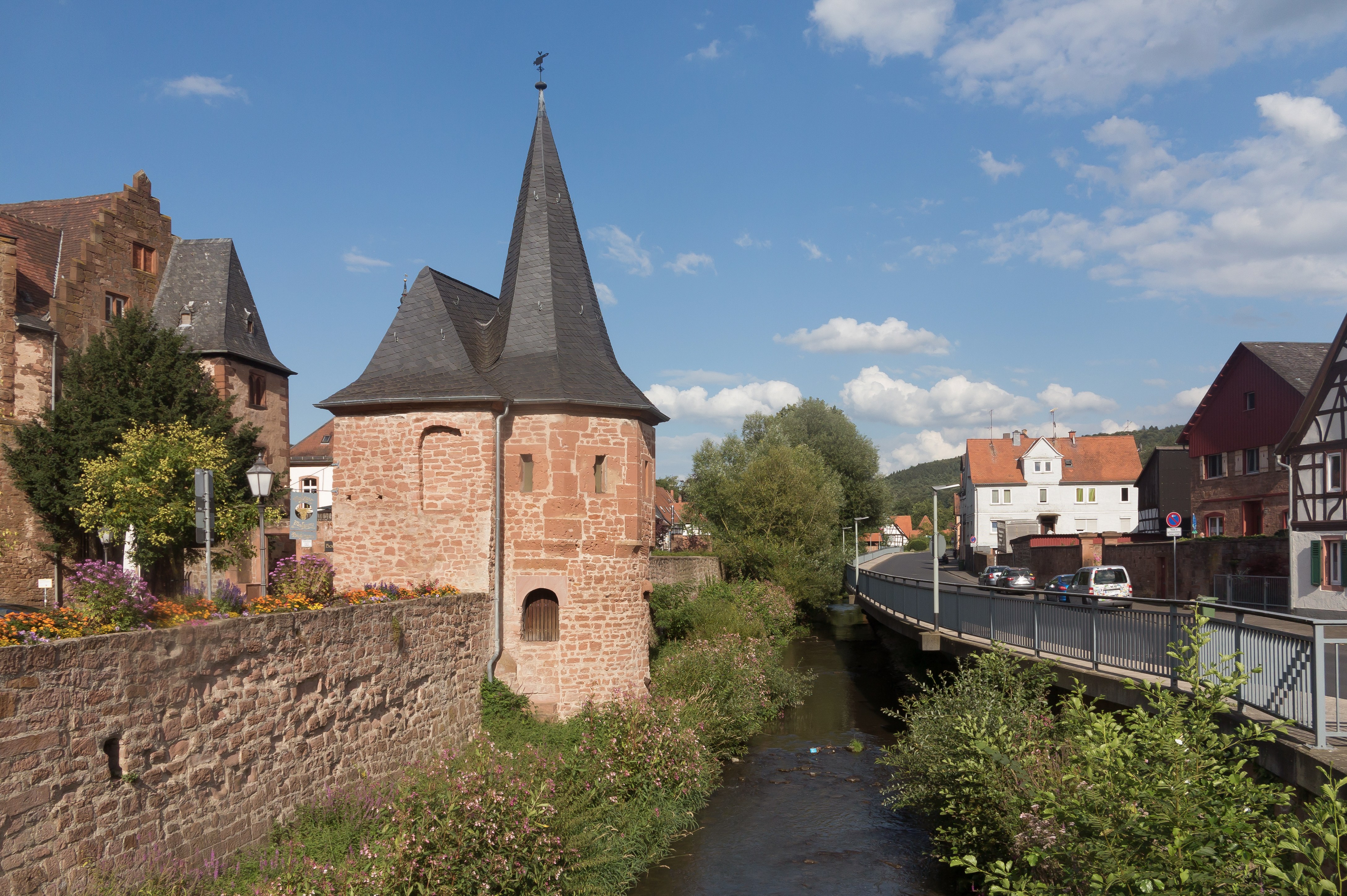
das Schlaghaus

On date à peu près en l'an 700 le début de la construction de l'église de Saint-Remigius à Büdingen-Großendorf. C'est une église indépendante (n'appartenant pas à l'Église) de fondateurs inconnus[pas clair]. En l'an 847, le nom de Büdingen est mentionné dans la Chronique de l'évêché de Worms (Wormser Bischofschronik), bien qu'on ne soit pas sûr de quel Büdingen il s'agisse. L'église de Saint-Remigius est réorganisée et surélevée en 1050. Elle a la même forme actuellement.
En 1131 les seigneurs von Büdingen sont mentionnés pour la première fois par écrit. Ceux-ci deviennent en 1155 châtelains de Gelnhausen. La villa Büdingen fut mentionnée la première fois en 1206. La lignée des seigneurs von Büdingen s'éteint avec Gerlach II en 1247 en ligne masculine.

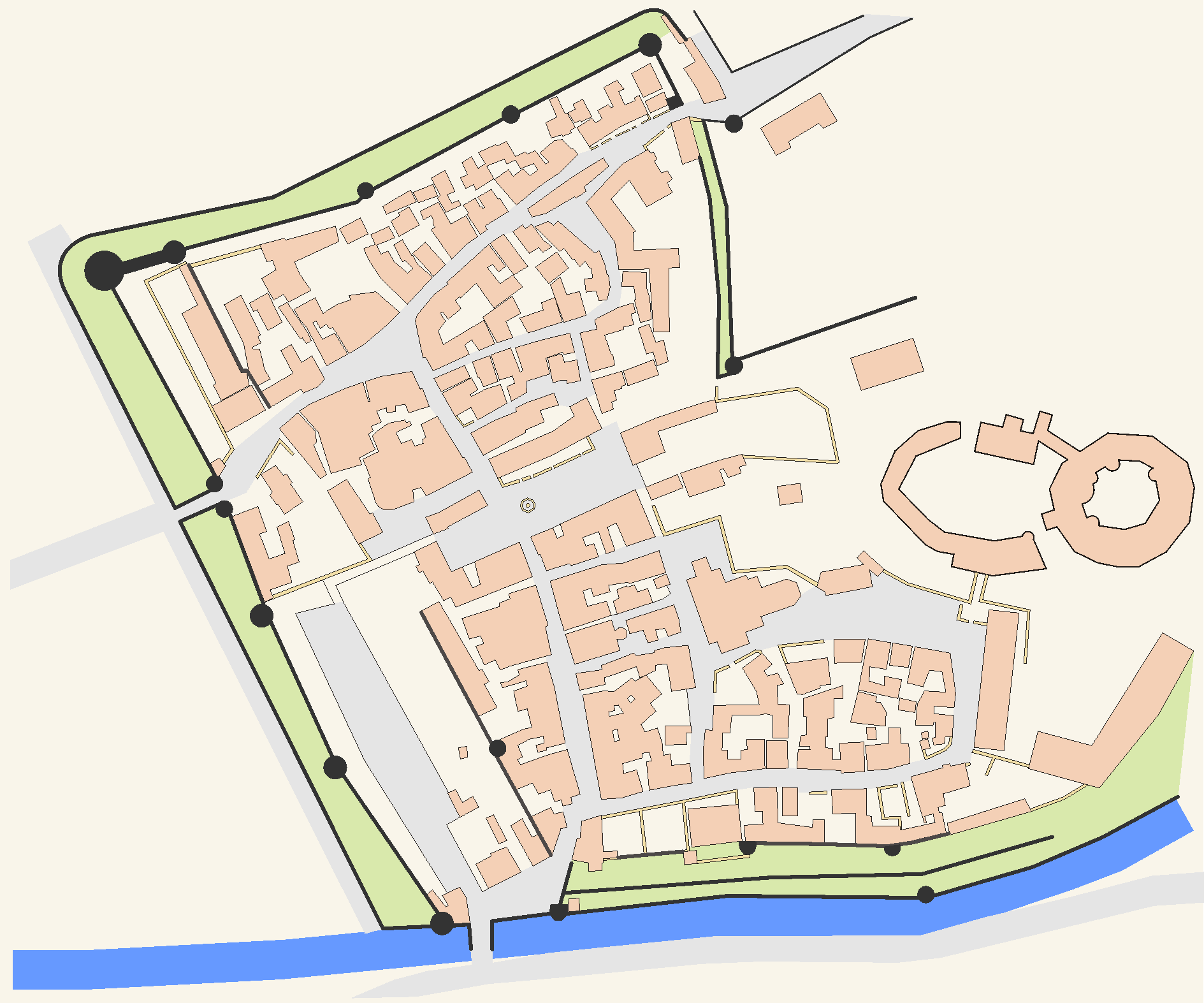
La vieille ville de Büdingen

### Religions
57,9 % des habitants (de tous les quartiers) sont protestants, 13,9 % sont catholiques et 28,2 % appartiennent à une communauté minoritaire ou sont athées.

## Culture et curiosités

### Musées
Büdingen possède de nombreux Musées. Au château, on peut se souvenir du monde courtois, au musée Heuson du monde bourgeois. Les visiteurs du Musée des années 1950 se régaleront du souci de détail des objets exposés. De plus, il y a des collections spéciales, comme le Musée de la Rose des Sables qui montre la particularité géologique de ces pierres. Le Musée de modélisme, quant à lui, montre les répliques primées des véhicules de tous arts. Il existe aussi un Musée voué à la profession importante du boucher charcutier d'autrefois.

### Jumelages
Büdingen est jumelée avec Loudéac en France, Bruntál en République tchèque, Herzberg en Allemagne, Gistel en Belgique et Tinley Park aux États-Unis.

## Personnages liés à la ville
- Johann Samuel König (1712-1757), mathématicien
- David Roentgen (1743-1807), ébéniste
- Johann Nicolaus Friedrich Brauer (1754-1813), homme politique
- Adolf Kraemer (1898-1972), joueur d'échecs
- Peter Wichtel (1949-), homme politique